# 松前町立岡田中学校
松前町立岡田中学校（まさきちょうりつ おかだちゅうがっこう）は、愛媛県伊予郡松前町にある公立中学校。

## 概説
松前町の北西、松山市寄りの岡田地区（旧伊予郡岡田村）に位置する。校区は東西に広い。校区内の小学校は松前町立岡田小学校のみである。

## 沿革
- 1947年（昭和22年）4月 - 岡田村立岡田中学校創立。
- 1956年（昭和31年）3月 - 松前町立岡田中学校と改称。

## 校訓
- 強くあれ

## 部活動
- サッカー部
- 軟式野球部
- 女子ソフトテニス部
- 女子バレー部
- 男子バスケットボール部
- 女子バスケットボール部
- 男子卓球部
- 吹奏楽部
- 美術･創作部
- ボランティア部

## 周辺
- 岡田郵便局
- 松前町立岡田保育園
- 松前町立岡田小学校
- 国道56号

## 校区
- 松前町立岡田小学校[1]
- 大間、上高柳、恵久美、昌農内、西高柳、西古泉、北川原[1]

## 著名な出身者
- 片岡礼子 - 女優[2]
- 升田尚宏 - 元TBSテレビアナウンサー・社員、元NHKアナウンサー

## アクセス
- 伊予鉄道岡田駅から北西へ300m